# Édouard Bihouée
Edouard Bihouée, né le 6 avril 1936 à Réguiny (Morbihan), est un coureur cycliste français, professionnel de 1957 à 1963,. Il a notamment été équipier de Raymond Poulidor. Son fils Bruno a également été coureur cycliste chez les amateurs.

## Palmarès
- 1956
  - 3e de l'Étoile du Leon
- 1960
  - 2e du Circuit d'Armorique
  - 2e de Manche-Océan
  - 2e du Circuit du Cher
- 1961
  - Trophée des grimpeurs
  - 3e du Circuit d'Armorique

### Résultats sur les grands tours

#### Tour de France
3 participations
- 1960 : 61e
- 1961 : 23e
- 1962 : 69e